# Färbende Fleckblume

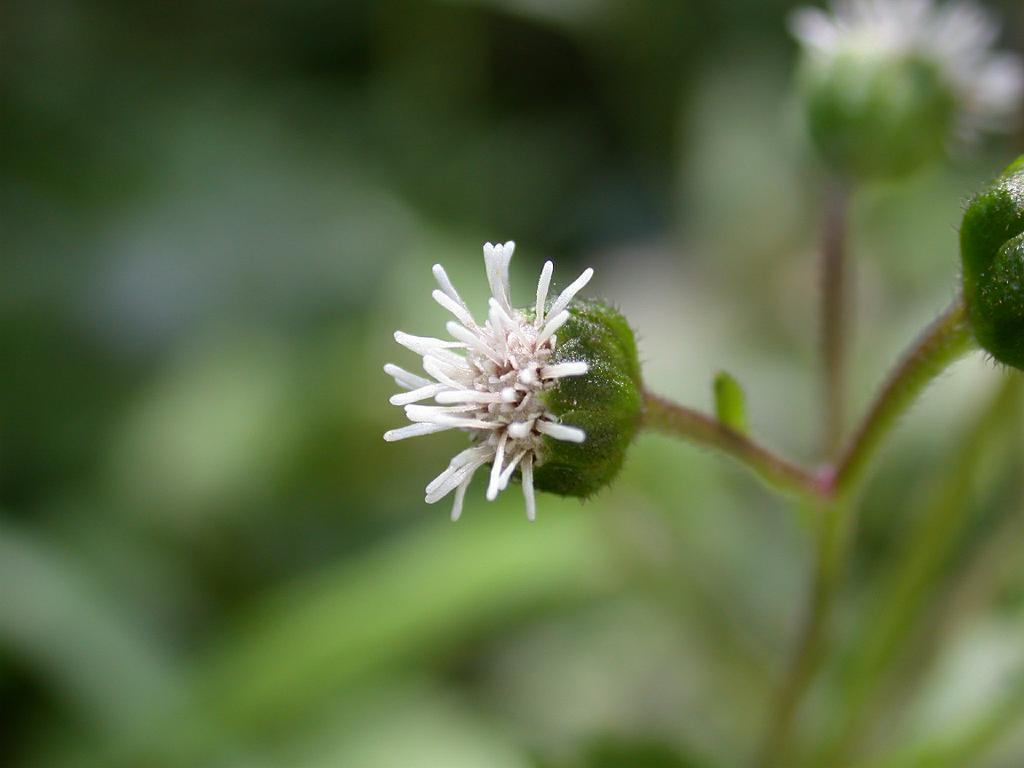
Blütenkörbchen

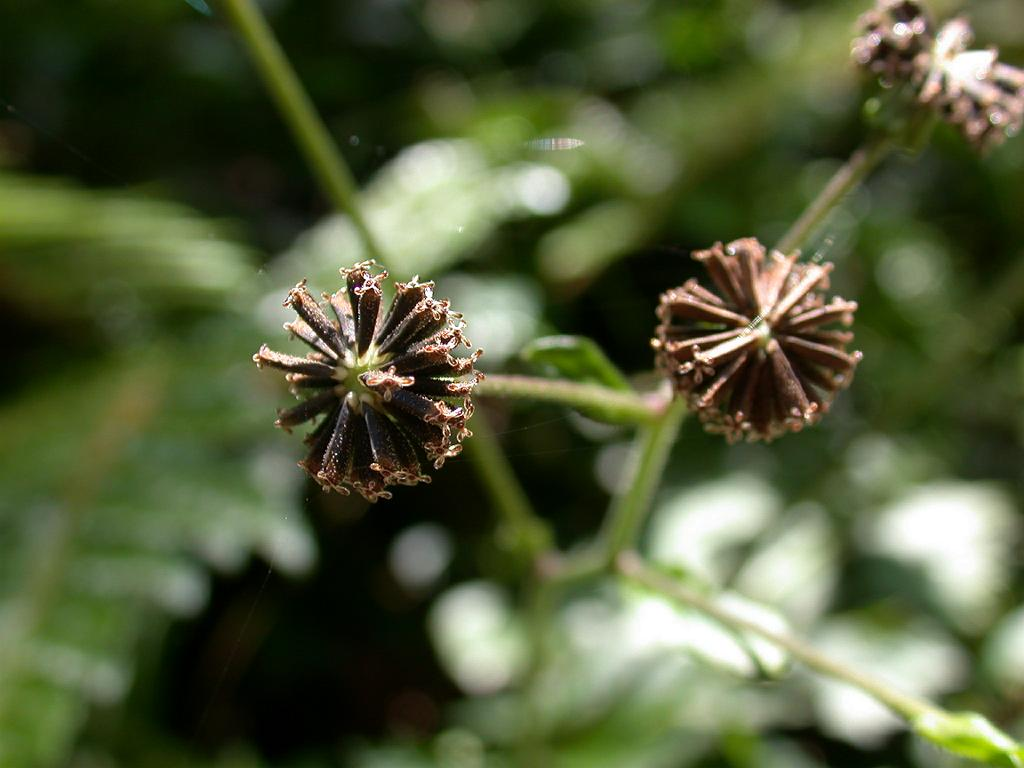
Fruchtstand

Die Färbende Fleckblume (Adenostemma lavenia) ist eine Pflanzenart aus der Gattung Adenostemma innerhalb der Familie der Korbblütler (Asteraceae). Sie ist eine Färber- und Medizinalpflanze.

## Beschreibung
Adenostemma lavenia ist eine sehr variable Art.

### Erscheinungsbild und Blatt
Adenostemma lavenia wächst als einjährige krautige Pflanze und erreicht Wuchshöhen von 0,3 bis 1 Meter. Es wird meist nur ein aufrechter, steifer bis fast niederliegende Stängel gebildet, der im oberen Bereich sparrig verzweigt und spärlich flaumig weiß behaart, im unteren Bereich kahl ist.
Die relativ weit voneinander entfernt gegenständig am Stängel angeordneten Laubblätter werden je weiter oben sie sich am Stängel befinden kleiner und sind in Blattstiel und Blattspreite gegliedert. Der Blattstiel ist 1 bis 6 cm lang und geflügelt (0,5 bis 4 cm). Die einfache Blattspreite ist bei einer Länge von 1 bis 20 cm und einer Breite von 1 bis 13 cm schmal-eiförmig, eiförmig oder dreieckig oder auch bei einer Länge 4 bis 12 und einer Breite 2 bis 5 cm elliptisch-lanzettlich, elliptisch bis rhombisch-elliptisch, breit-eiförmig bis herzförmig mit spitzem bis stumpfem oberen Ende. Die Spreitenbasis ist breit bis schmal keilförmig. Die Ober- und Unterseiten sind meist spärlich behaart und die Behaarung kann mit dem Alter abnehmen. Entlang der Blattadern sind die Trichome meist sehr dicht angeordnet. Die Blattränder sind gekerbt oder eingeschnitten, einfach oder doppelt gesägt. Die oberen und unteren Blätter sind kleiner und auch kürzer gestielt als die mittleren. Die basalen Blätter können nach der Blütezeit verwelken oder überdauern.

### Blütenstand und Blüte
Die Blütezeit liegt in Australien im Frühling bis frühen Sommer und in China vom August bis Oktober. In lockeren oder dichten, schirmtraubigen oder rispigen Gesamtblütenständen stehen über schlanken, grau-weißen oder rostfarbigen und 0,8 bis 3 cm langen Blütenstandsschäften meist wenige, selten viele körbchenförmigen Teilblütenstände. Das halbkugelige Involucrum besitzt während der Blüte Durchmesser von 4 bis 5 × 6 bis 8 mm und während des Fruchtens von bis zu 10 mm. Die Hüllblätter sind und mehr oder weniger kahl. Die in zwei Reihen angeordneten, fast gleichgeformten Hüllblätter sind grün, bei einer Länge von 3 bis 4 mm schmal-länglich bis schmal-elliptisch, abgerundet, zurückgebogen, dünn und fast häutig. Die äußeren Hüllblätter sind meist verwachsen sowie spärlich weiß zottig behaart und besitzen ein stumpfes oberes Ende.
Es sind nur Röhrenblüten vorhanden. Die Röhrenblüten sind weiß und mit Drüsenhaaren versehen. Die Kronröhre endet in fünf Kronzähnen. Die fünf etwa 2,5 cm langen, röhrig verwachsenen Kronblätter besitzen klebrige Drüsen und sind flaumig behaart.

### Frucht
Die bei Reife schwärzlich-braune Achäne ist bei einer Länge von 2 bis 4 mm und einer Breite von etwa 1 mm verkehrt-lanzettlich und dreikantig mit verengter Basis und stumpfem oberen Ende. Die Oberfläche der Achäne ist drüsig und mehr oder weniger dicht warzig. In China reifen die Achänen von August bis Oktober.
Der Pappus besteht aus drei bis fünf bei einer Länge von etwa 1 bis 4 mm keulenförmigen Pappusborsten, die an ihrer Basis zu einem rötlich-gelben, klebrig-drüsigen Ring verwachsen sind.

### Chromosomenzahl
Die Chromosomenzahl beträgt 2n = 20.

## Vorkommen
Ihr asiatisches Verbreitungsgebiet erstreckt sich von Indien sowie Nepal über China (Anhui, Fujian, Gansu, Guangdong, Guangxi, Guizhou, Hainan, Henan, Hubei, Hunan, Jiangsu, Jiangxi, Nanhai Zhudao, Shaanxi, Sichuan, Xizang, Yunnan, Zhejiang) und Taiwan bis nach Korea, Thailand und den Philippinen. Sie ist wohl in Südostasien weit verbreitet.  In Australien tritt Adenostemma lavenia in den Bundesstaaten New South Wales, Queensland und Northern Territory auf; im Bundesstaat New South Wales vor allem in Bulahdelah, aber ältere Fundberichte gibt es auch von Botany Bay. Sie kommt auf Hawaii vor.
In China gedeiht Adenostemma lavenia an Ufern, an Straßenrändern, Waldränder, Gebüschen an Hängen in Höhenlagen zwischen 400 und 2300 Meter. In New South Wales wächst an feuchten, schattigen Orten.

## Systematik
Der Umfang der Art Adenostemma lavenia wird unterschiedlich gehandhabt: während die „Flora of China“ von einer in Südostasien weit verbreiteten Art ausgeht, bezeichnen andere Autoren nur die auf Sri Lanka vorkommenden Pflanzen als Adenostemma lavenia und trennen im restlichen Südostasien die Arten Adenostemma tinctorium und Adenostemma viscosum ab.
Von Adenostemma lavenia gibt es mindestens drei Varietäten:
- Adenostemma lavenia var. latifolium (D. Don) Handel-Mazzetti
- Adenostemma lavenia (L.) Kuntze var. lavenia
- Adenostemma lavenia var. parviflorum (Blume) Hochreutiner

## Nutzung

### Färben
Adenostemma lavenia wird zum Färben in Blautönen verwendet.

### Medizin
Adenostemma lavenia wird auch medizinisch genutzt, etwa die Unterart Adenostemma lavenia var. latifolium bei Hautkrankheiten.